# ウイングス (アメリカンフットボールチーム)
ウイングス（ういんぐす、WINGS）は、JPFF（日本プライベートフットボール協会）西日本支部に所属する、アメリカンフットボールのクラブチーム。
略称は「WI」、「翼」、「羽」。
1976年に創部。本拠地は兵庫県神戸市。※創部当初は兵庫県西宮市
毎週日曜日にみなとのもり公園で練習を行っている。チームカラーはネイビー。
2004年までは武庫川河川敷で練習していたため武庫川ウイングスという名称で活動していた。

## 歴史
創成期の資料が少ないため、近年の歴史を中心に記載する。
- 1976年：創部
- 2004年：チーム名から「武庫川」の文字を廃し、「ウイングス」と改める。
- 2013年：チームのロゴマークを変更。
- 2015年：シニアフットボールチーム「Black Nights」と提携し、練習を中心に協力関係を結ぶ。
- 2020年：新型コロナウイルスの感染拡大を受け、部員およびスタッフの安全を優先としてリーグ戦の出場を辞退する。
- 2021年：リーグ戦に復帰、練習場所が神戸市の震災復興記念公園（みなとのもり公園）がメインになる。

## ロゴマーク・ユニフォーム
現在のロゴマークは2013年より使用。
チームイニシャルのWを背景に「WINGS」の文字がデザインされている。
色はチームカラーのネイビー。
ホームユニフォームはネイビー地にホワイトの文字、ビジターユニフォームはホワイト地にネイビーの文字で背番号が記載される。
背面上部には「WINGS」の文字があり、襟と袖部分は文字色と同じ配色となっている。
パンツはホーム・ビジター共にホワイト単色で、ソックスはネイビーの単色である。
ヘルメットはネイビー。両側頭部にチームロゴが入る。

## エピソード
- JPFF唯一の兵庫県を拠点とするチームであり、その影響か在籍部員の居住地の範囲が非常に広い（岡山県、滋賀県からの参加者もいる）
- かつては学校にアメフト部がない高校生や社会人からアメフトを始めようとする者など、初心者の入部割合が多かったが近年は高校アメフト経験の大学生を中心とした若いチームに生まれ変わりつつある
- 高校生が所属していたり、Black Nightsのメンバーが兼部していたこともあるため、登録メンバーの最大年齢差が40歳だった年がある（17歳と57歳）

## 戦績（秋季リーグ戦）
データが残っていない年度は省略
| 年度 | 所属             | 勝 | 負 | 分 | 順位 | 備考                           |
| ---- | ---------------- | -- | -- | -- | ---- | ------------------------------ |
| 2001 | 大阪Bブロック    | 1  | 2  | 1  | 5位  |                                |
| 2003 | 大阪Bブロック    | 1  | 3  | 0  | 4位  |                                |
| 2004 | 大阪Bブロック    | 1  | 2  | 1  | 4位  |                                |
| 2005 | 大阪Bブロック    | 3  | 1  | 0  | 1位  |                                |
| 2011 | Aブロック        | 0  | 3  | 0  | 4位  |                                |
| 2012 | 大阪Bブロック    | 0  | 4  | 0  | 4位  |                                |
| 2013 | Bブロック(大阪1) | 2  | 2  | 0  | 3位  |                                |
| 2014 | Aブロック(京滋)  | 1  | 3  | 0  | 4位  |                                |
| 2015 | Bブロック        | 2  | 2  | 0  | 3位  | 西日本セミファイナル進出       |
| 2016 | Bブロック        | 2  | 2  | 0  | 3位  | 西日本セミファイナル進出       |
| 2017 | Aブロック        | 2  | 2  | 0  | 3位  | 西日本クォーターファイナル進出 |
| 2018 | Aブロック        | 2  | 1  | 0  | 2位  | 西日本クォーターファイナル進出 |
| 2019 | -                | 1  | 2  | 0  | 3位  |                                |
| 2020 | (出場辞退)       | -  | -  | -  | -    |                                |
| 2021 | Aブロック        | 0  | 2  | 0  | 6位  | 5,6位決定戦敗北                |
| 2022 | -                | 0  | 4  | 0  | 6位  | -                              |
| 2023 | Aブロック        | 0  | 2  | 0  | 6位  | 5,6位決定戦敗北                |
| 2024 | Aブロック        | 0  | 2  | 0  | 6位  | 5,6位決定戦敗北                |